# Epoca d'oro islamica

Espansione islamica nel mondo, 622-750. (Marrone c. 622-632; arancione c. 632-661; ocra c. 661-750)

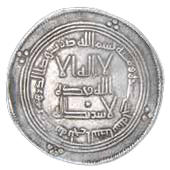
Dirham islamico in argento del 729.

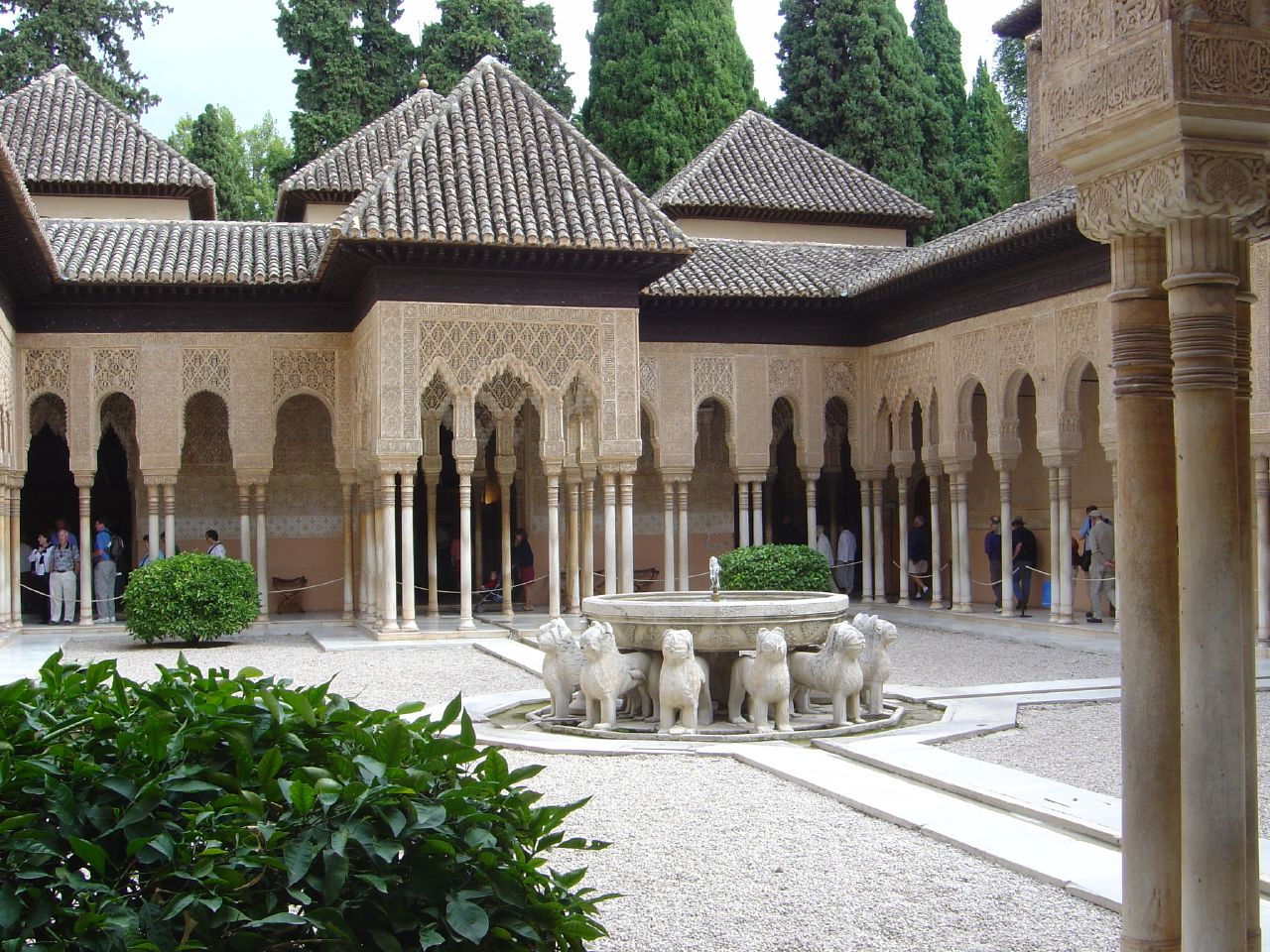
Palazzo dell'Alhambra a Granada in Spagna.

L'epoca d'oro islamica è un periodo storico ricadente nel Califfato abbaside e che ebbe termine con la conquista mongola di Baghdad nel 1258. Ebbe inizio intorno alla metà dell'VIII secolo con l'avvento del Califfato abbaside e il trasferimento della capitale da Damasco a Baghdad. Gli abbasidi furono influenzati dalle prescrizioni del Corano e dagli ʾaḥādīth della Sunna, ritenendo che "l'inchiostro di uno studioso fosse più sacro del sangue di un martire", frase che sottolineava il valore della conoscenza. Durante questo periodo, il mondo islamico divenne un centro intellettuale per la scienza, la filosofia, la medicina, l'astrologia, la matematica, l'alchimia e l'istruzione, visto che gli Abbasidi sostennero la causa della conoscenza e istituirono la Casa della Saggezza a Baghdad, dove studiosi musulmani e appartenenti ad altre religioni cercarono di tradurre e raccogliere tutta la conoscenza del mondo in arabo.
Molte opere classiche dell'antichità, che altrimenti sarebbero andate perdute, vennero tradotte in arabo e persiano e poi, a loro volta, in turco, ebraico e latino. Durante questo periodo il mondo arabo divenne un insieme di culture che riuscirono a sintetizzare la conoscenza acquisita dagli antichi romani, cinesi, indiani, persiani, egiziani, greci e bizantini.

## Fondazione
Bernard Lewis scrisse che i governi islamici ereditarono:

## Arte

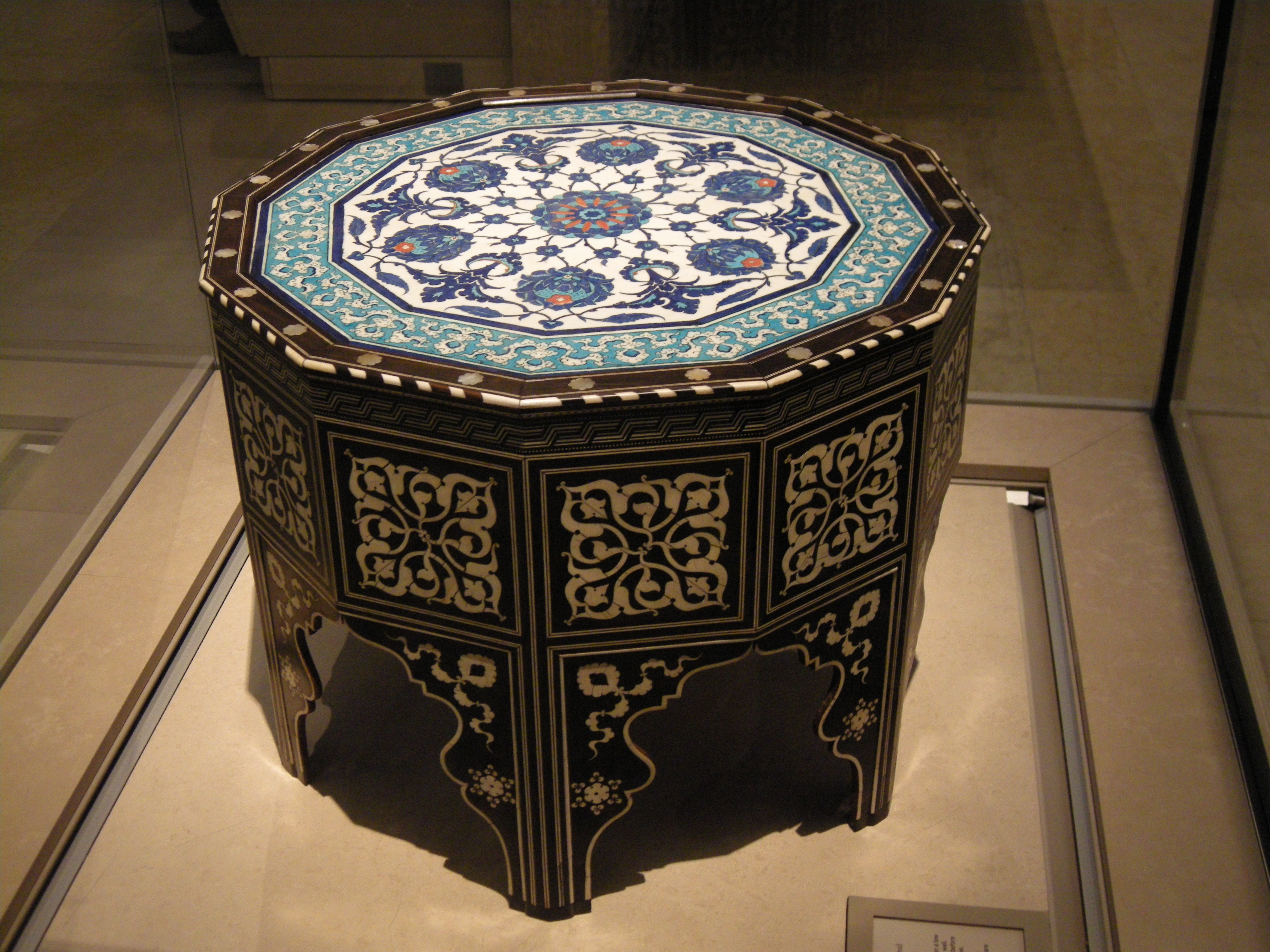
Manufatto ottomano del 1560.

L'epoca d'oro dell'arte islamica (o musulmana) durò dal 750 circa al XVI secolo, periodo nel quale fiorirono la fabbricazione della ceramica e del vetro, la lavorazione dei metalli, del tessile e la produzione di manoscritti miniati. Questi ultimi divennero una forma d'arte molto importante e rispettata, e l'arte della miniatura si sviluppò particolarmente in Persia. La calligrafia, un aspetto essenziale della scrittura araba, si sviluppò nei manoscritti e nella decorazione architettonica. Essa ebbe un grande sviluppo in quanto la religione islamica non consentiva la riproduzione di immagini di esseri umani nei dipinti.

## Filosofia

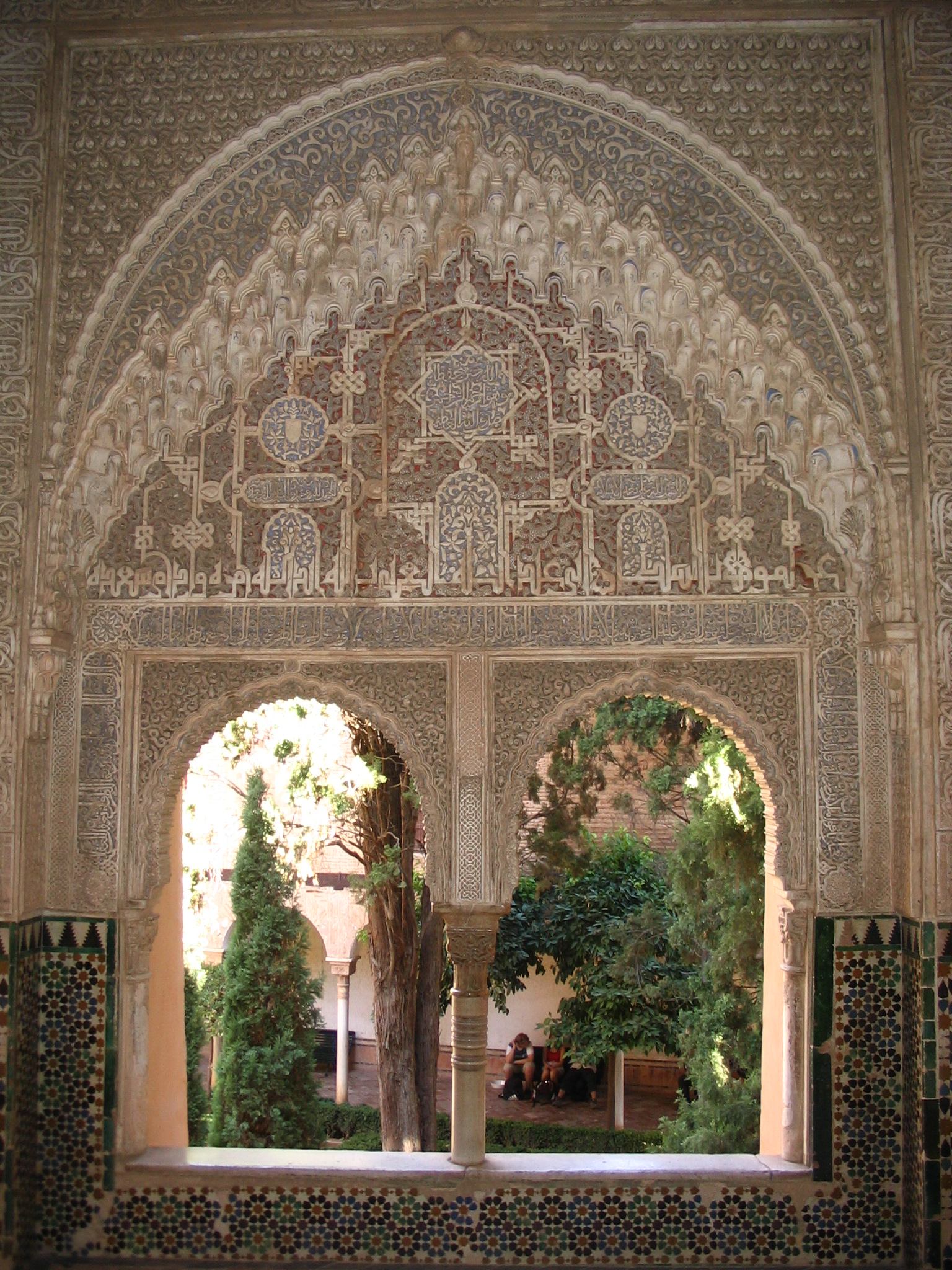
In al-Andalus, Ibn Rushd, da cui prese le mosse la scuola filosofica dell'Averroismo, contribuì alla crescita del secolarismo in Europa Occidentale.

Ibn Rushd (Averroè) e Ibn Sina (Avicenna) furono i maggiori artefici del salvataggio delle opere di Aristotele, il cui pensiero finì per dominare la filosofia non religiosa dei mondi cristiano e musulmano. Essi assorbirono anche idee provenienti dalla Cina e dall'India, aggiungendovi la conoscenza enorme proveniente dai loro studi. Ibn Sina ed altri speculativi pensatori come al-Kindi e al-Farabi combinarono aristotelismo e neoplatonismo con il pensiero introdotto dall'Islam.
La letteratura filosofica araba venne tradotta in latino e giudaico-spagnolo, contribuendo allo sviluppo della moderna filosofia europea. Il sociologo-storico Ibn Khaldun, il cartaginese Costantino l'Africano (che tradusse testi medici greci) e al-Khwarizmi (collettore di regole matematiche) furono figure importanti dell'epoca d'oro islamica. In quel periodo si ebbe comunque anche la fioritura di filosofi non musulmani come l'ebreo Mosè Maimonide che visse in al-Andalus.

## Scienze

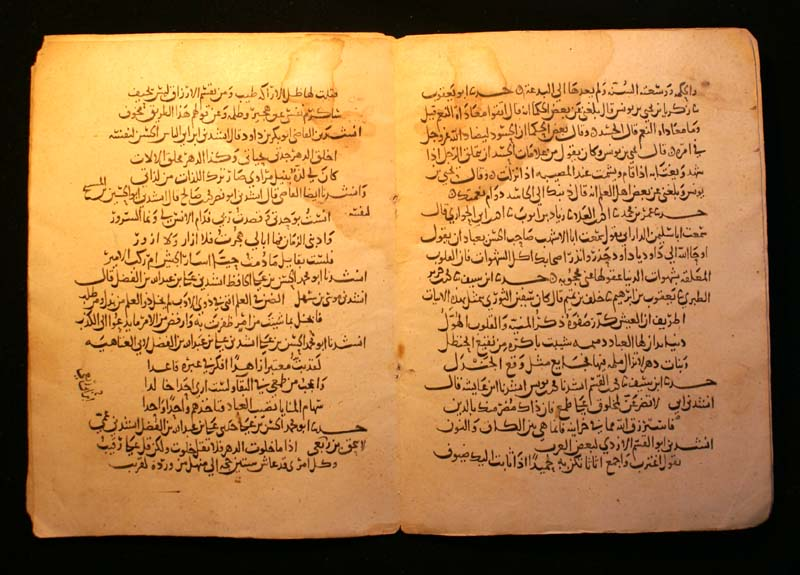
Manoscritto dell'era degli Abbasidi.

Piastrelle Girih disposte in ordine quasicristallo sono un esempio dei progressi avvenuti nell'epoca d'oro islamica.

In quest'epoca si ebbe la fioritura di molti scienziati sia islamici che di altre confessioni religiose. Fra i risultati degli studiosi musulmani di questo periodo si ricordano lo sviluppo della trigonometria nella sua forma moderna (semplificata la sua applicazione pratica per il calcolo delle fasi lunari), progressi nel campo dell'ottica e dell'astronomia.

## Medicina

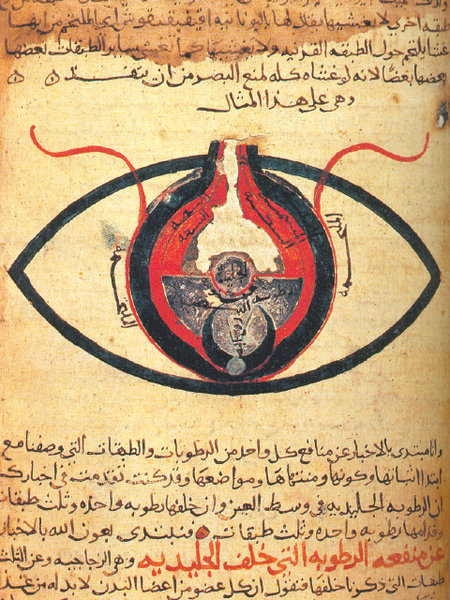
L'occhio secondo Hunayn ibn Ishaq. Da un manoscritto del 1200.

La medicina fu una delle scienze più importanti durante l'epoca d'oro della cultura islamica. Rispondendo alle circostanze di tempo e di luogo, i medici e gli studiosi islamici svilupparono una vasta letteratura in campo medico esplorando e sintetizzando la teoria e la pratica della medicina. (da National Library of Medicine archivi digitali)
La medicina islamica venne costruita sulla tradizione, soprattutto sulle conoscenze teoriche e pratiche sviluppate in Grecia, Roma e in Persia. Per gli studiosi islamici, Galeno e Ippocrate erano eminenti autorità, seguiti dagli studiosi ellenici di Alessandria. Gli studiosi islamici tradussero le loro ponderose opere dal greco all'arabo e produssero delle nuove conoscenze mediche sulla base di tali testi. Al fine di rendere la tradizione greca più accessibile, comprensibile, e insegnabile, gli studiosi musulmani ordinarono e resero più sistematiche le vaste e talvolta incoerenti conoscenze mediche greco-romane, scrivendo enciclopedie e sommari. (da National Library of Medicine archivi digitali)
Gli insegnamenti greci e latino-pagani vennero visti con sospetto dalla Cristianità europea durante il Medioevo e fu per merito delle traduzioni arabe, dei testi latini e greci, che, nel XII secolo, l'Europa riscoprì la medicina greca di Ippocrate e Galeno. Di pari se non di maggiore influenza in Europa occidentale furono le opere di Avicenna, come Il canone della medicina (al-Qānūn fī ṭibb), tradotte in latino e poi diffuse in manoscritti prodotti in tutta Europa. Nel corso del XV e XVI secolo, Il canone della medicina venne ripubblicato più di 35 volte. (da National Library of Medicine archivi digitali)
Nel mondo medievale musulmano vi erano ospedali in tutte le maggiori città. Al Cairo, ad esempio, il grande nosocomio fatto costruire dal Sultano mamelucco Qalāwūn (Bimaristan Qalāwūnī) aveva un nutrito organico di medici, farmacisti ed infermieri.

## Commerci e viaggi

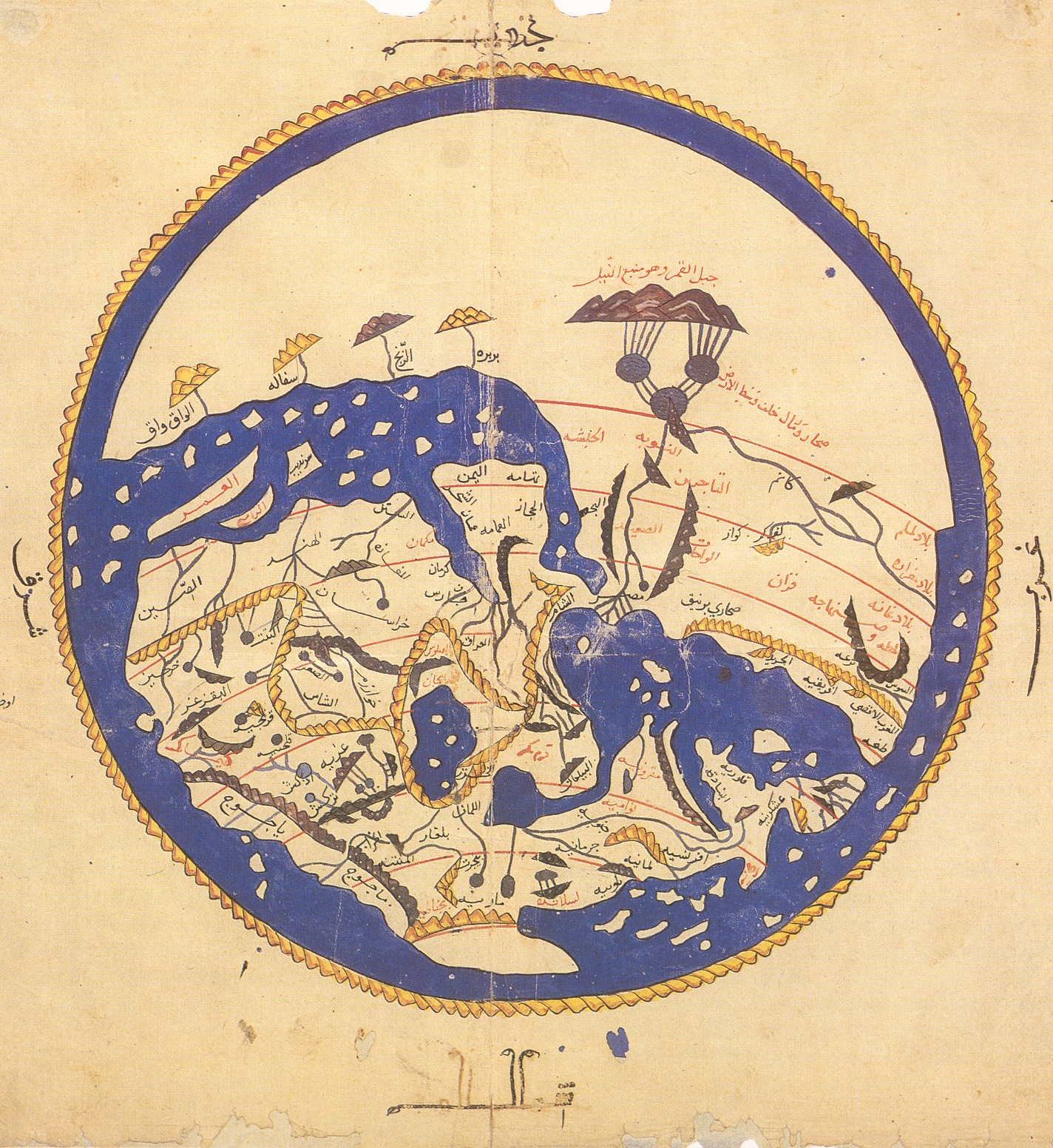
Mappa del mondo di al-Idrisi del 1154 (si noti che il Sud è rappresentato in cima alla mappa, in ossequio alle consuete convenzioni cartografiche islamiche).

Ad eccezione del Nilo, Tigri ed Eufrate, i fiumi navigabili erano assai rari e pertanto si sviluppò in maniera eccezionale il trasporto via mare. Le scienze della navigazione erano molto sviluppate, e comprendevano l'uso di un rudimentale sestante (noto come kamal). L'uso di questo strumento, combinato con le mappe dettagliate del periodo, consentiva ai marinai di navigare attraverso gli oceani piuttosto che cabotare lungo la costa. I navigatori musulmani reintrodussero l'uso delle grandi navi mercantili a tre alberi nel bacino del Mediterraneo. Il nome di caravella potrebbe derivare da una precedente imbarcazione araba nota come qārib.
Durante l'epoca d'oro islamica, si facevano viaggi via mare verso terre lontane. L'uso della carta, che si diffuse dalla Cina verso il mondo musulmano nell'VIII secolo per poi giungere in Spagna (e poi nel resto d'Europa) nel X secolo rese più facile la produzione delle carte nautiche rispetto al precedente uso della pergamena. Essa aveva meno probabilità di rompersi, rispetto al papiro, ed era in grado di assorbire l'inchiostro, cosa che la rendeva ideale per la realizzazione di copie del Corano. "I produttori di carta islamici idearono sistemi di rilegatura più semplici riuscendo a sfornare grandi quantità di manoscritti come non avvenne in Europa per molti secoli in avanti". Fu dall'insegnamento del mondo islamico che il resto del mondo imparò a produrre la carta dal lino. (da National Library of Medicine archivi digitali)

## Architettura e ingegneria

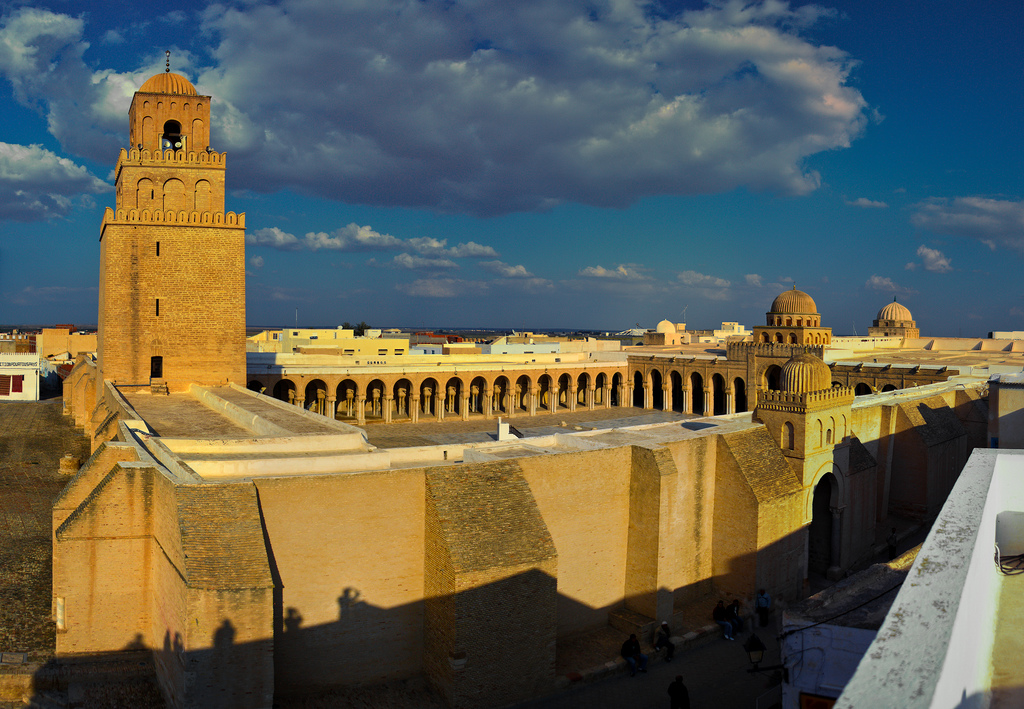
La Grande Moschea di Qayrawān (nota anche come Moschea di ʿUqba), fondata nel 670, e nella costruzione attuale risalente al IX secolo; è uno dei capolavori dell'architettura islamica. La Grande Moschea di Qayrawān è ubicata nella città di Qayrawan, in Tunisia.

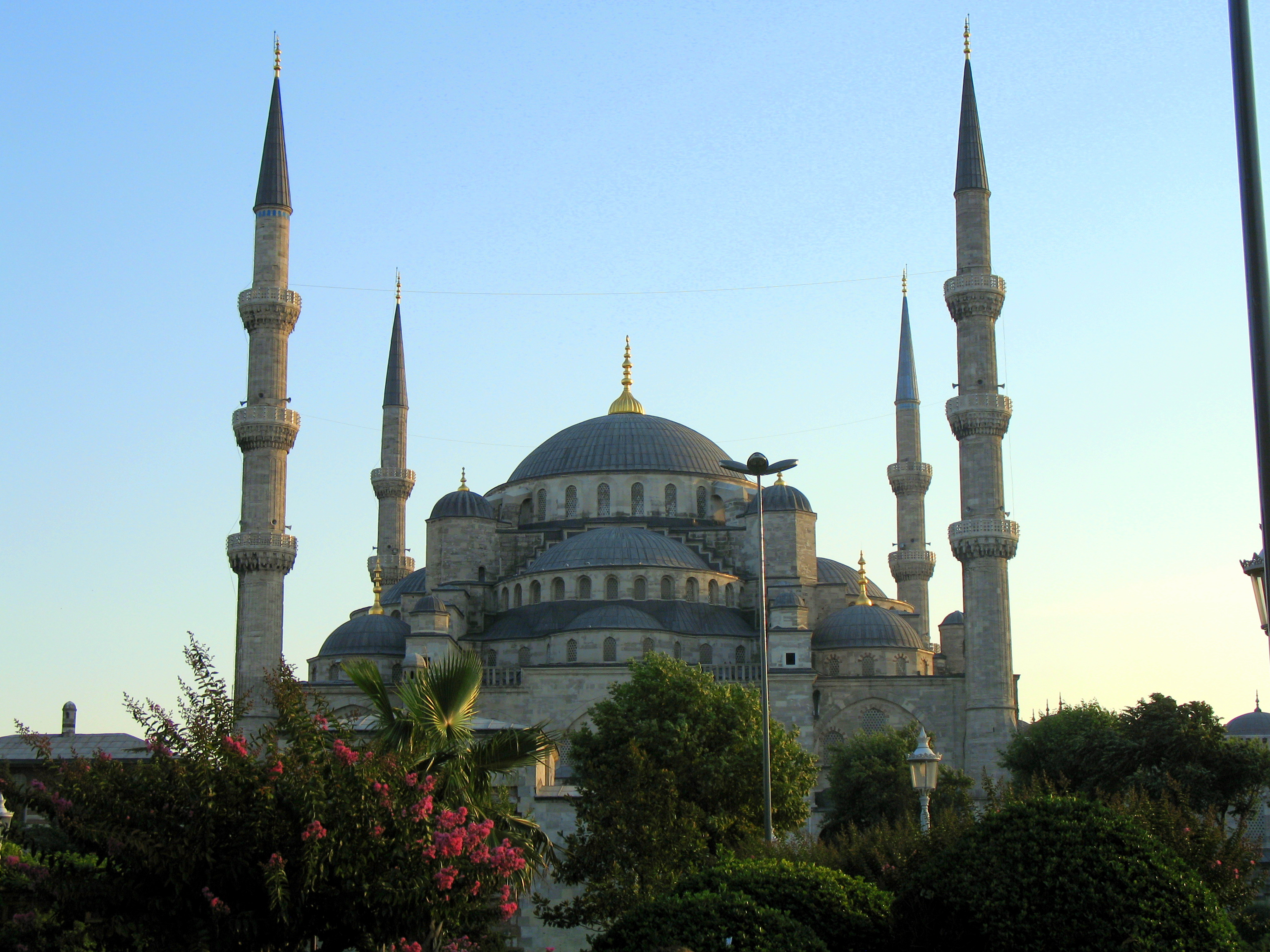
Moschea Sultan Ahmet a Istanbul.

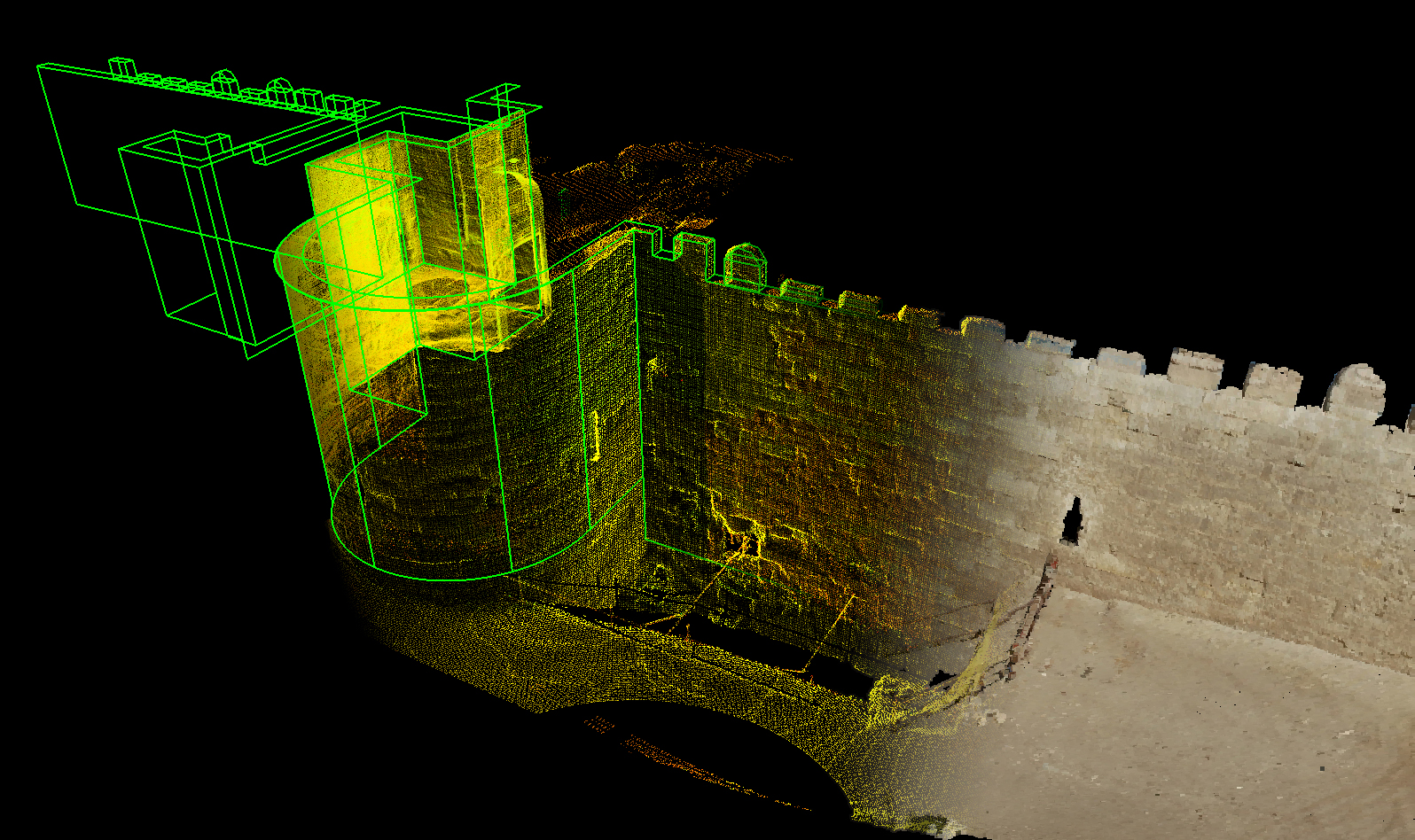
Immagine isometrica in 3D realizzata con uno scanner a laser del Bāb al-Barqiyya del XII secolo nelle mura ayyubidi. Questa porta fortificata venne costruita con pietre ad incastro in modo tale da fornire una maggiore sicurezza e controllo rispetto alle porte tipiche di una comune cinta muraria.

La Grande moschea di Qayrawan (in Tunisia), antenata di tutte le moschee del mondo islamico occidentale, è uno degli esempi meglio conservati e più significativi delle prime grandi moschee. Fondata nel 670, mantiene attualmente le forme della costruzione del IX secolo. Essa consta di un minareto a base quadrata a tre livelli, di un ampio cortile circondato da portici colonnati e di un'enorme sala di preghiera ipostila coperta, sul suo asse, da due cupole.
La Grande Moschea di Sāmarrāʾ in Iraq venne completata nell'847. Essa è costituita da una grande sala ipostila sul tetto della quale si innalza un grande minareto a spirale.
Gli arabi iniziarono la costruzione della Grande Moschea di Cordova nel 785 marcando l'inizio dell'architettura islamica in Spagna e Nord Africa (vedere Mori). La moschea è nota per le sue suggestive arcate interne. L'architettura moresca raggiunse il suo apice con la costruzione dell'Alhambra, il palazzo-fortezza di Granada, con i suoi spazi aperti e gli ariosi interni ornati in rosso, blu e oro. Le pareti sono decorate con motivi vegetali stilizzati, iscrizioni in arabo e arabeschi su pareti rivestite in piastrelle smaltate.
Un altro sub-stile islamico è l'architettura dell'Impero Mughal in India nel XVI secolo. Miscelando elementi islamici e della cultura hindu, l'imperatore Akbar costruì la città reale di Fatehpur Sikri, sita a 40 km ad ovest di Agra, nel tardo XVI secolo.

## Invasione dei mongoli e graduale declino

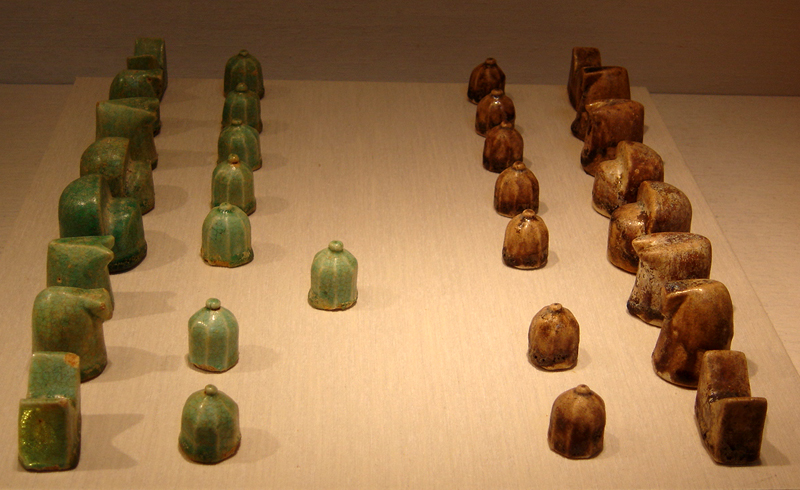
Uno Shatranj (gioco degli scacchi) selgiuchide in ceramica del XII secolo.

I Crociati misero sotto pressione il mondo islamico con diverse invasioni nell'XI e XII secolo, ma una nuova minaccia e di gran lunga maggiore venne da Oriente agli inizi del XIII secolo: nel 1206, Gengis Khan costituì una potente dinastia tra i Mongoli dell'Asia centrale. Nel corso del XIII secolo, questo Impero conquistò la maggior parte delle terre eurasiatiche, che comprendevano sia la Cina a est che gran parte del vecchio califfato islamico (Rus' di Kiev) a ovest. Hulagu Khan, distrusse Baghdad nel 1258 e questa è tradizionalmente la data che segna la fine convenzionale della cosiddetta epoca d'oro islamica (che in realtà fiorì ancora nei numerosi Stati dinastici che presero vita dopo il crollo del Califfato).
Successivi sovrani turco-mongoli, come Timur, distrussero molte città, uccisero centinaia di migliaia di persone, arrecando un danno irreparabile agli antichi sistemi di irrigazione in Mesopotamia. I musulmani abitanti le terre soggette ai Mongoli ora guardavano a nord-est, verso le vie di terra per la Cina, piuttosto che verso La Mecca.
Alla fine, la maggior parte dei popoli mongoli che si stabilirono in Asia occidentale si convertirono all'Islam e in molti casi si assimilarono alle popolazioni musulmane turche. L'Impero ottomano, nacque dalle sue ceneri, ma (secondo la visione tradizionale) l'Epoca d'oro dell'Islam era finita.

## Cause del declino

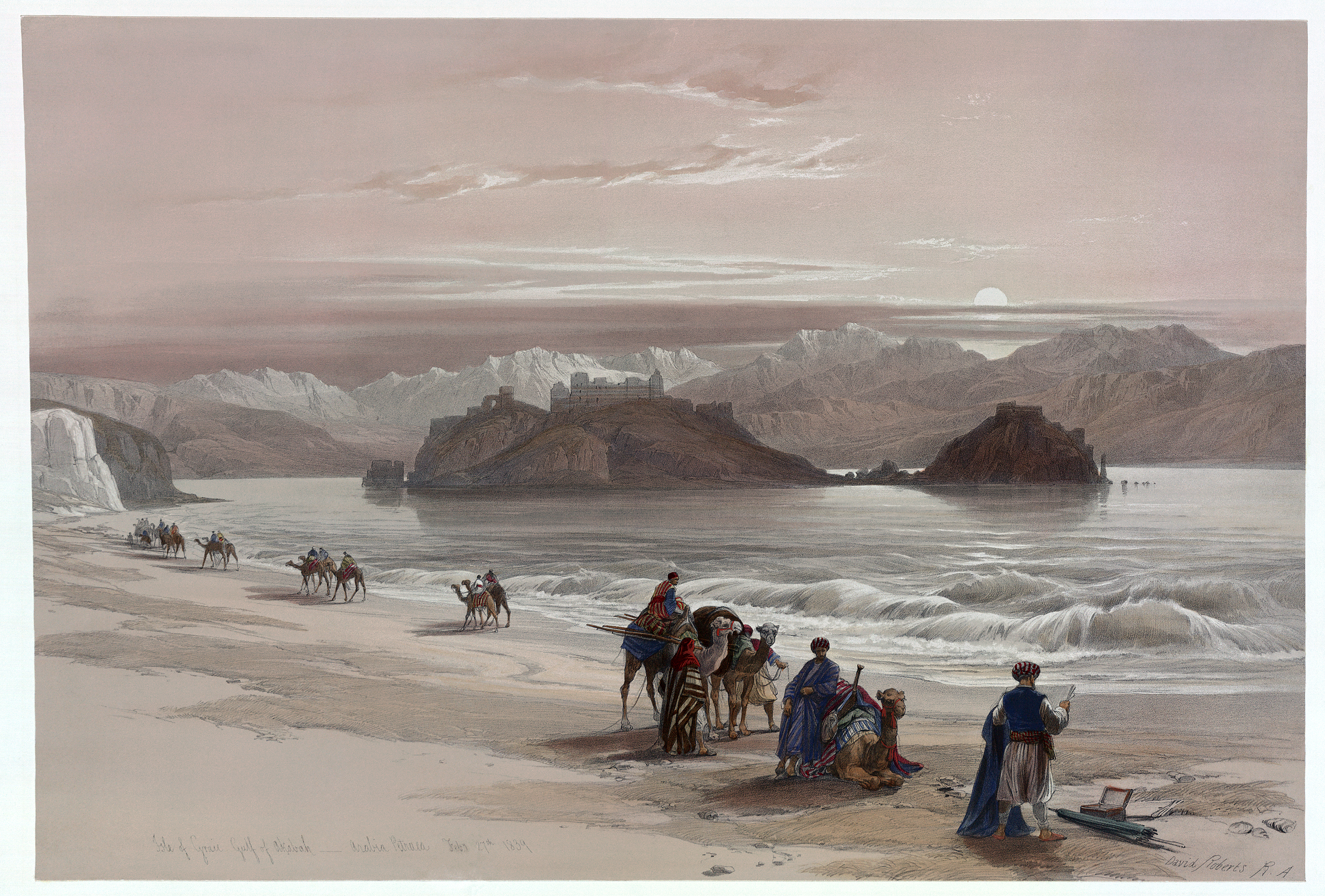
Le vie del commercio, ereditate dalla civilizzazione musulmana, vennero distrutte dalle invasioni di Crociati, Mongoli e Portoghesi. Secondo Ibn Khaldun queste invasioni rovinarono l'economia e causarono l'aumento indiscriminato del banditismo e della pirateria.

Non c'è accordo sulle cause precise del declino, ma oltre all'invasione dei Mongoli e dei crociati, alla distruzione delle biblioteche e delle madrase, è stato avanzata l'ipotesi che abbia contribuito anche la cattiva gestione politica e il soffocamento della ijtihād (ragionamento interpretativo), nel XII secolo, a favore dell'istituzionalizzato taqlīd (imitazione pedissequa). Ahmad Y. Hassan ha respinto la tesi che la mancanza di pensiero creativo fu una delle cause, sostenendo che la scienza era sempre stata tenuta separata dall'argomento religioso; egli analizza, invece, il calo in termini di fattori economici e politici, sulla base del lavoro dello scrittore Ibn Khaldun del XIV secolo.

## Visione contraria
Il fatto che la questione di civiltà islamica sia un termine improprio è stato sollevato da una serie di recenti studiosi, tra cui lo storico laico iraniano, Shoja-e-din Shafa nei suoi recenti libri dal titolo Rebirth (Rinascita in persiano: تولدى ديگر) e After 1400 Years (Dopo 1400 anni - persiano: پس از 1400 سال), in cui egli si chiede se ha senso parlare di "scienza islamica". Afferma Shafa che, mentre la religione è stata un fondamento cardine per quasi tutti gli imperi dell'antichità che da essa traevano la loro autorità, non vi sono adeguati fattori che consentano di giustificare l'attribuzione dello sviluppo della scienza, della tecnologia, e delle arti all'esistenza e alla pratica di una certa fede in un ambito particolare. Mentre vari imperi nel corso della storia dell'umanità hanno avuto una religione ufficiale, normalmente non vengono attribuiti ad essa i risultati delle loro attività. Ad esempio, i risultati conseguiti dal cristiano Impero Romano, dall'Impero bizantino e da tutti gli altri imperi succedutisi in Europa non vengono etichettati come una civiltà del Cristianesimo.